# 长寿北站

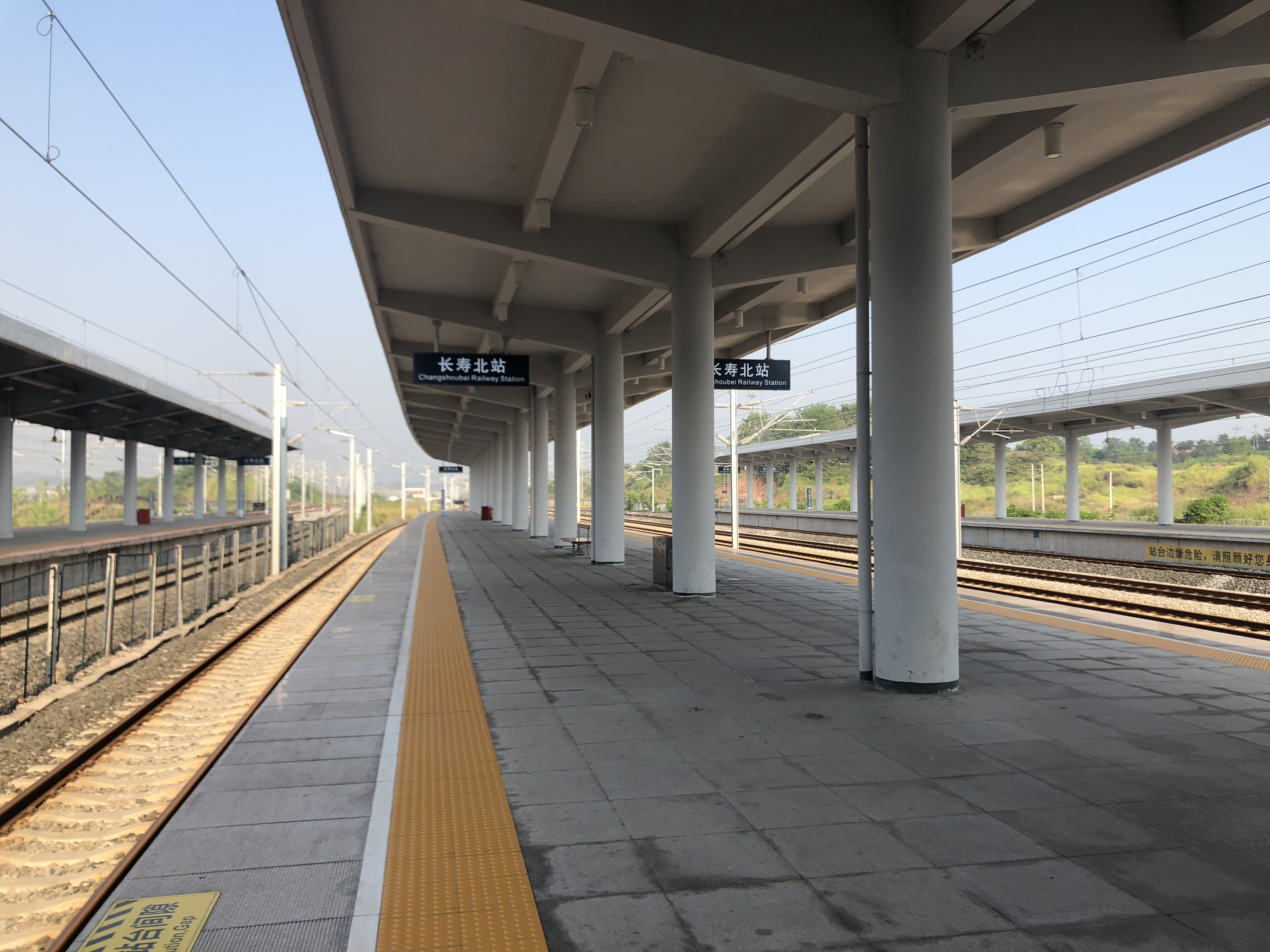
長壽北站站臺

长寿北站是宁蓉线渝利段和郑渝高速铁路渝万北段上的一个站点。隶属于成都铁路局涪陵车务段。车站位于中华人民共和国重庆市长寿区渡舟街道，西距重庆北站约69km，站房面积19882㎡。车站结构为线侧平式平行站房，为渝利线和渝万线共用。

## 站场
| 渝万场 | 1站台    | 渝万城际铁路 往万州方向（长寿湖站） |
| 渝万场 | 岛式站台 |                                     |
| 渝万场 | 2站台    | 渝万城际铁路 往万州方向（长寿湖站） |
| 渝万场 | 正线     | 渝万城际铁路下行列车通过线          |
| 渝万场 | 正线     | 渝万城际铁路上行列车通过线          |
| 渝万场 | 3站台    | 渝万城际铁路 往重庆方向（复盛站）   |
| 渝万场 | 岛式站台 |                                     |
| 渝万场 | 4站台    | 渝万城际铁路 往重庆方向（复盛站）   |
| 渝利场 | 5站台    | 渝利铁路 往利川方向（涪陵北站）     |
| 渝利场 | 岛式站台 |                                     |
| 渝利场 | 6站台    | 渝利铁路 往利川方向（涪陵北站）     |
| 渝利场 | 正线     | 渝利铁路下行列车通过线              |
| 渝利场 | 正线     | 渝利铁路上行列车通过线              |
| 渝利场 | 7站台    | 渝利铁路 往重庆方向（复盛站）       |
| 渝利场 | 侧式站台 |                                     |